# Vigor Torino
Vigor Torino was een Italiaanse voetbalclub uit Turijn.

## Geschiedenis
Vigor Torino werd opgericht in het begin van de 20ste eeuw. In 1913/14 nam de club deel aan het kampioenschap. In deze tijd was er nog geen professionele Serie A en werden er nog regionale kampioenschappen gespeeld. In de voorronde van het Noord-Italiaans kampioenschap speelde de club in de reeks Ligurië en Piëmont samen met stadsrivalen AC Torino en Piemonte FC. Vigor werd zevende op tien clubs. Het volgende seizoen werd de club derde en stootte zo door naar de tweede ronde, waar het uiteindelijk uitgeschakeld werd. De Eerste Wereldoorlog gooide roet in het eten en de club overleefde de oorlog niet en werd niet meer heropgericht.